# Romanzo criminale (colonna sonora)
Romanzo criminale è la colonna sonora dell'omonimo film diretto da Michele Placido, con musiche originali composte da Paolo Buonvino.

## Descrizione
Il doppio CD include una selezione di brani musicali che spaziano dai classici della disco music anni ottanta, passando per il rock dei Queen, fino a canzoni delle scena italiana anni settanta. L'unico brano riarrangiato per l'occasione è I Heard It Through the Grapevine di Marvin Gaye, eseguito in chiave deep-soul da Giorgia.

## Tracce

### CD 1
1. Queen - Another One Bites the Dust
2. Equipe 84 - Io ho in mente te
3. Paolo Buonvino - Mattanza
4. KC & The Sunshine Band - Shake Your Booty
5. Anna Oxa - Un'emozione da poco
6. Paolo Buonvino - Freddo
7. The Pretenders - I Go to Sleep
8. Sweet - Ballroom Blitz
9. Paolo Buonvino - Bologna
10. Franco Califano - Tutto il resto è noia
11. Gabriella Ferri - Sinnò me moro
12. Paolo Buonvino - Notte di attesa
13. Paolo Buonvino - Scialoja

### CD 2
1. Mauricio Venegas - La amistad
2. Queen - Tie Your Mother Down
3. Luciano Pavarotti - Nessun dorma
4. Patty Pravo - La bambola
5. Paolo Buonvino - Dandi
6. Plastic Bertrand - Le monde est merveilleux
7. Dani Siciliano - Same
8. Paolo Buonvino - Libanese
9. KC and the Sunshine Band - Please Don't Go
10. Franco Califano - Me 'nnamoro de te
11. Paolo Buonvino - Servizi Segreti
12. Paolo Buonvino - Da bambini
13. Giorgia - I Heard It Through the Grapevine